# Manuel Cardoso de Sequeira Barbedo
Manuel Cardoso de Sequeira Barbedo (Resende, Resende, 25 de Setembro de 1844 – Rio de Janeiro, 2 de Julho de 1883/8), 1.º Visconde de Rendufe, foi um político e empresário agrícola português.

## Família
Filho de António de Sequeira Barbedo de Melo Vieira, um dos Bravos do Mindelo, no Desembarque do Mindelo, durante a Guerra Civil Portuguesa, Capitão Comandante da Guarda Nacional de Resende e Administrador do Concelho de Resende, Senhor da Casa de Rendufe, em Resende, da Quinta de Silvares, no Candal, em Vila Nova de Gaia, e da Quinta da Várzea de Abrunhais, na Várzea de Abrunhais, em Lamego, e de sua mulher Susana Clementina de Almeida, Senhora da Casa de Thozar, em Resende, Resende.

## Biografia
Era Bacharel formado em Direito pela Faculdade de Direito da Universidade de Coimbra, onde morou na Rua do Norte, N.º 7, durante o seu 1.º Ano em 1866/1867, e Senhor da Casa de Rendufe, em Resende, da Quinta de Silvares, no Candal, Vila Nova de Gaia, da Quinta da Várzea de Abrunhais, na Várzea de Abrunhais, Lamego, e da Casa de Thozar, em Resende, Resende, e foi Administrador do Concelho de Resende.
O título de 1.º Visconde de Rendufe foi-lhe concedido, em sua vida, por Decreto de 29 de Janeiro e Carta de 12/13 de Fevereiro de 1880 de D. Luís I de Portugal.

## Casamento e descendência
Casou com Antónia Adelaide de Vasconcelos Pereira de Melo, Senhora da Casa de São Bento, em Santa Cristina de Figueiró, Amarante, irmã de D. António da Trindade de Vasconcelos Pereira de Melo, Bispo de Beja, Bispo de Lamego e Arcebispo de Goa Primaz, e filha de António de Vasconcelos Pereira de Carvalho Carneiro e Melo e de sua mulher Teresa de Jesus da Cunha Sousa e Silva, Senhores da Casa de São Bento, da qual teve um filho.